# La Visite de la reine de Saba à Salomon
La Visite de la reine de Saba à Salomon est un tableau réalisé vers 1600 par la peintre italienne Lavinia Fontana. De format horizontal, cette huile sur toile est une peinture religieuse qui représente la visite de la reine de Saba à Salomon, un épisode du Premier Livre des Rois, dans l'Ancien Testament. Achetée en 1872, l'œuvre est conservée à la Galerie nationale d'Irlande, à Dublin, en Irlande.